# 帕尔马斯 (巴拉那州)
帕尔马斯是巴西巴拉那州的一个市镇，位于山区。总面积1567.361平方公里，总人口42643人，人口密度27.2人/平方公里。